# Бойко Тарас Вікторович
 Бойко Тарас Віталійович (нар. 21 серпня 1996, Івано-Франківськ) — український футболіст, півзахисник франківського «Тепловика».
- Дебютував за «Прикарпаття» в матчі проти Арсенал-Київщина зіграв 90 хвилин.
- Дебютний гол за «Прикарпаття» забив уже в дебюті матчу на 13 хв, у матчі проти «Енергія» (Нова Каховка).